# 横溪卢公堂
横溪卢公堂，是位于中国福建省福州市闽清县省璜镇横溪村的一个明代古建筑，2019年入选第六批闽清县文物保护单位。
横溪卢公堂是祭祀卢公祖师的相关建筑，卢公是福州永泰出身的民间神灵，本名卢善，其影响力扩大到闽清省璜一带。建筑采用叠斗式抬梁式构架，屋面为燕尾式歇山顶，整体建筑有明显的明代风格，具有一定研究价值。